# Dorval Rodrigues
Dorval Rodrigues, mais conhecido como Dorval (Porto Alegre, 26 de fevereiro de 1935 – Santos, 26 de dezembro de 2021), foi um futebolista brasileiro que atuava como ponta-direita.
É considerado por muitos como o melhor ponta-direita da história do Santos.
O apelido que o ponta tinha entre os jogadores de "Pé de Valsa" tinha a ver com sua personalidade boêmia, que gostava de festas e de dançar.

## Carreira

### Início
Nascido no bairro do Partenon, em Porto Alegre, começou a jogar no infantil do Internacional, time para o qual torcia, mas depois passou para o juvenil do Grêmio. Posteriormente, se transferiu para o Força e Luz, onde permaneceu dos 17 aos 19 anos.
Arnaldo Figueiredo foi quem o tirou do Rio Grande do Sul. Tentou coloca-lo no Corinthians, mas Oswaldo Brandão disse que já tinha o Bataglia; no Flamengo, o técnico Yustrich disse que tinha o Joel.

### Santos FC
Foi contratado pelo Santos no segundo semestre de 1956. Estreou em um amistoso no dia 20 de maio de 1956, jogado em São José do Rio Preto com a vitória por 3 a 1. No dia 7 de setembro de 1956, participou do jogo contra o Corinthians de Santo André, na mesma partida em que Pelé, também estreante, marcou seu primeiro gol com a camisa santista. Como Dorval e Pelé chegaram à mesma época em Santos, acabaram dividindo o quatro na concentração do estádio da Vila Belmiro e depois na pensão da Dona Georgina, onde viviam mais uma dezena de jogadores santistas. Nas viagens, Dorval dividia o quarto de hotel com o goleiro Gylmar.
No início de 1957, Dorval foi emprestado à Juventus, onde se destacou na preparação do Campeonato Paulista daquele ano e retornou ao Santos no mesmo ano, como titular.
Em 1959, marcou dois gols contra o Barcelona, no Camp Nou, em partida que o Santos venceu por 5–1.
Nos anos 1960 tornou-se ídolo do Santos, formando com Mengálvio, Coutinho, Pelé e Pepe o chamado "Ataque dos Sonhos", o mais vitorioso da história do time e um dos maiores do futebol mundial. Dorval era o mais veloz do quinteto. Além da rapidez, ele se destacava pela inteligência tática e resistência física.
Sua última partida com a camisa do Santos foi em 23 de abril de 1967, no Pacaembu, numa vitória por 3 a 0 sobre o Bangu, pelo Torneio Roberto Gomes Pedrosa, quando substituiu o ponta-direita Copeu.  
Entre idas e vindas, em 10 anos jogando pelo Santos, participou de 610 partidas com a camisa Peixeira (o 5º que mais atuou) e assinalou 194 gols (o 6º maior artilheiro).
Multicampeão, conquistou duas Copas Libertadores da América, dois Mundiais de Clubes (1962 e 1963), cinco Brasileiros (1961, 1962, 1963, 1964 e 1965) e seis Paulistas (1958, 1960, 1961, 1962, 1964 e 1965).

### Outros clubes
Dorval aceitou o convite do Racing da Argentina em 1964, transferindo-se juntamente com dois juvenis santistas, o centroavante Luís Cláudio e o ponta-esquerda Benedito Baptista. No Campeonato Argentino daquele ano, Dorval foi escalado pelo treinador José Della Torre em 25 partidas e contribuiu diretamente com quatro gols e cinco assistências, gerando ainda outros dois gols a partir de pênaltis que sofrera. A equipe de Avellaneda terminou apenas em sexto lugar, mas com um gol a menos do que o time de melhor ataque daquela edição. Como o Racing não tinha dinheiro para pagar a compra definitiva de Dorval, o Santos o pediu de volta, embora a negociação acabasse iniciando um intercâmbio contínuo entre os dois clubes, que pelos dez anos seguintes teriam em comum os jogadores Agustín Cejas, César Menotti (ambos colegas de Dorval no Racing), Silva Batuta, Manoel Maria e Ramón Mifflin.
Depois de mais dois anos na Vila Belmiro, Dorval foi para o Palmeiras em 1967, onde permaneceu nove meses, jogando 20 partidas. Nesse ínterim teve uma passagem boa pelo Juventus, onde ficou apenas três meses.
No ano seguinte foi para o Atlético Paranaense. Lá, ao lado de outros veteranos de prestígio, como os bicampeões mundiais Bellini e Djalma Santos, foi vice-campeão estadual.
Ficou seis meses na Venezuela defendendo o Valencia e encerrou a carreira em 1972 no Saad.

### Seleção Brasileira
Sua história na Seleção Brasileira começou em 1956, quando foi convocado, mas, ainda inexperiente, acabou dispensado do combinado gaúcho que representou o Brasil no Pan-Americano do México e se sagrou bicampeão do torneio.
A primeira partida de Dorval com a camisa da Seleção Brasileira só aconteceria em 10 de março de 1959, contra o Peru, na estreia da Seleção no Sul-Americano disputado em Buenos Aires. Foi a primeira exibição do Brasil depois de conquistar o título mundial na Suécia. O jogo, realizado no Estádio de Nuñes, terminou empatado em 2–2. Nesse Sul-Americano Dorval ainda jogou contra Chile, Uruguai e Paraguai.
O único gol marcado por Dorval em 14 jogos que fez pela Seleção ocorreu em 17 de setembro de 1959, na goleada sobre o Chile por 7–0, no Maracanã, pela Taça Bernardo O’Higgins. Como Mengálvio, Dorval foi um dos titulares da mal sucedida excursão à Europa de 1963. Depois dela, nunca mais chegou a ser convocado.

### Aposentadoria
Ao pendurar as chuteiras foi contratado pelo Baneser para coordenar uma escolinha de futebol para garotos na região Sudeste de São Paulo. A escolinha se tornou o Centro Desportivo Municipal Ferradura, na Vila Santa Catarina.
Além de trabalhar em escolinhas de futebol, Dorval foi vendedor de plásticos e técnico do time amador da Indeplast, de Diadema.

## Morte
Morreu de insuficiência cardíaca em Santos, no dia 26 de dezembro de 2021, aos 86 anos de idade. Teve um filho, Émerson Fernando Rodrigues.
O velório do ex-jogador foi no Salão de Mármore, na Vila Belmiro. O clube santista declarou luto por sete dias. Foi enterrado no Cemitério Paquetá, em Santos.

## Títulos
Santos
- Campeonato Paulista: 1956[23], 1958, 1960, 1961, 1962, 1964 e 1965
- Torneio Rio-São Paulo: 1959[24], 1963[25][26], 1964 e 1966[27]
- Campeonato Brasileiro: 1961, 1962, 1963, 1964 e 1965
- Copa Libertadores da América: 1962[28] e 1963
- Copa Intercontinental: 1962 e 1963
- Troféu Teresa Herrera: 1959

Atlético-PR
- Campeonato Paranaense: 1970

Brasil
- Taça Bernardo O'Higgins: 1959
- Copa Roca: 1963